# Děkanská (Prachatice)
 Děkanská  je ulice v Prachaticích situované v městské památkové rezervaci na silniční parcele 1511/10, 11, 12. V ulici jsou 3 čísla popisná.Její začátek tvoří křižovatka s Křišťanovou  ulicí a končí v parku Parkán.Ulice přiléhá ke kostelu svatého Jakuba Většího.

## Historie a popis
Na jedné straně vyplňuje ulička prostor mezi kostelem sv. Jakuba a budovou děkanstvía na straně druhé jsou domy čp. 29 a 30. Poloha a historie této ulice je spojena s navazující Křišťanovou ulicí,Situace v místě dnešní ulice je zachycena na mapách druhého vojenského mapování, které byly dokončeny v roce 1852 a na mapách třetího vojenského mapováníTakto ulici zachycuje též plán Prachatic z roku 1837.Vyznačena je i na mapách vymezujících prachatickou městskou památkovou rezervaci.

## Název ulice
Původní pojmenování ulice není známo. Později používaný název je zřejmě odvozen od budovy děkanství. Po roce 1918 se začíná používat český ekvivalent Děkanská ulice. Během druhé světové války nesla ulice název Dechanteigasse.2. 4. 1968 Městský národní výbor v Prachaticích rozhodl o "obnoveném pojmenování uličky kolem děkanského kostela", třebaže není doloženo, že by tento název ulice dříve oficiálně nesla.

## Architektonický a urbanistický význam Děkanské ulice
Děkanská ulice v Prachaticích tvoří součást uliční sítě městské památkové rezervace.Je hmotným dokladem  středověké zástavby Prachatic v okolí kostela svatého Jakuba Většího.Archivní výzkum  dějin ulice v kontextu historie centra městaa stavebně historický průzkum ukazují vývoj historického jádra od 15. do 20. století. V ulici se dochovaly domy, jejichž fasády jsou zdobeny nejvýznamnějšími renesančními freskami a sgrafity ve městě, např. čp. 30 (literátská škola), nebo čp. 31 (fara a děkanství) na parc. č. 33,, č.p. 32 a č.p. 33. Významným dokladem o urbanistickém vývoji města je návaznost Děkanské ulice na domy na Velkém náměstí a v Křišťanově ulici. Významnou informací o životě ve městě je i vývoj českého a německého názvu ulice v národnostně smíšených Prachaticích. Dějiny ulice a jejích domů jsou též příspěvkem k  dějinám Prachatic a jejich místopisu.3 domy v Děkanské ulici (z 3) je zapsáno v Ústředním seznamu kulturních památek.

### Domy v Děkanské ulici zapsané v Ústředním seznamu kulturních památek
V Poštovní ulici jsou evidovány tyto nemovité kulturní památkyzapsané v Ústředním seznamu kulturních památek:
- Děkanská čp. 30 (Literátská škola)
- Děkanská čp. 31 (Děkanství a fara)
- Děkanská čp. 32 (Prachatice)

## Galerie

### Mapy centra a Děkanské ulice

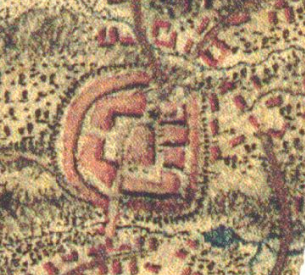
Prachatice na mapách prvního vojenského mapování (1764–1783)
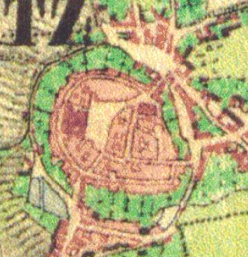
Prachatice na mapách druhého vojenského mapování (1836–1852)

### Pohledy do Děkanské ulice

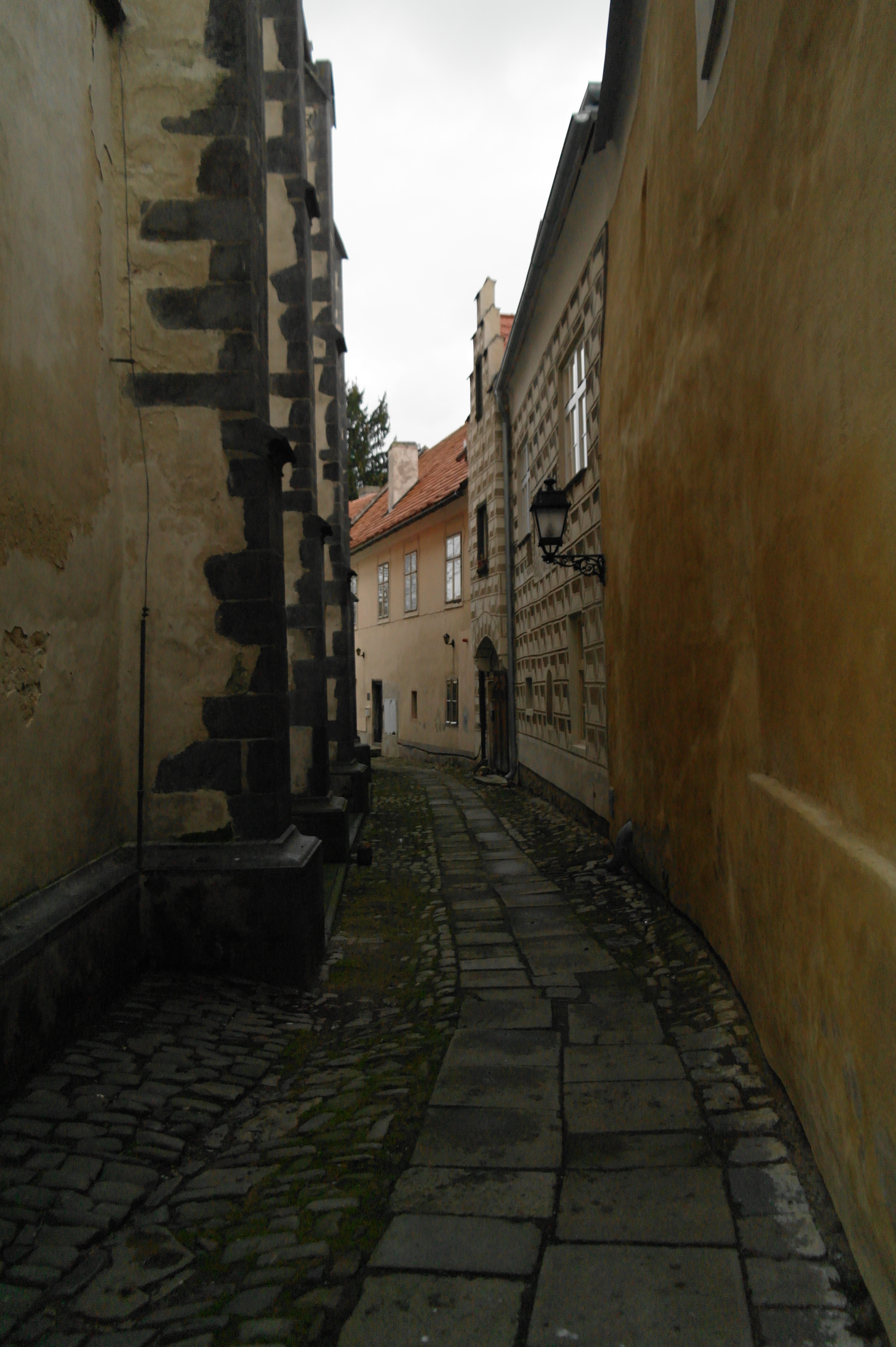
Pohled do Děkanské
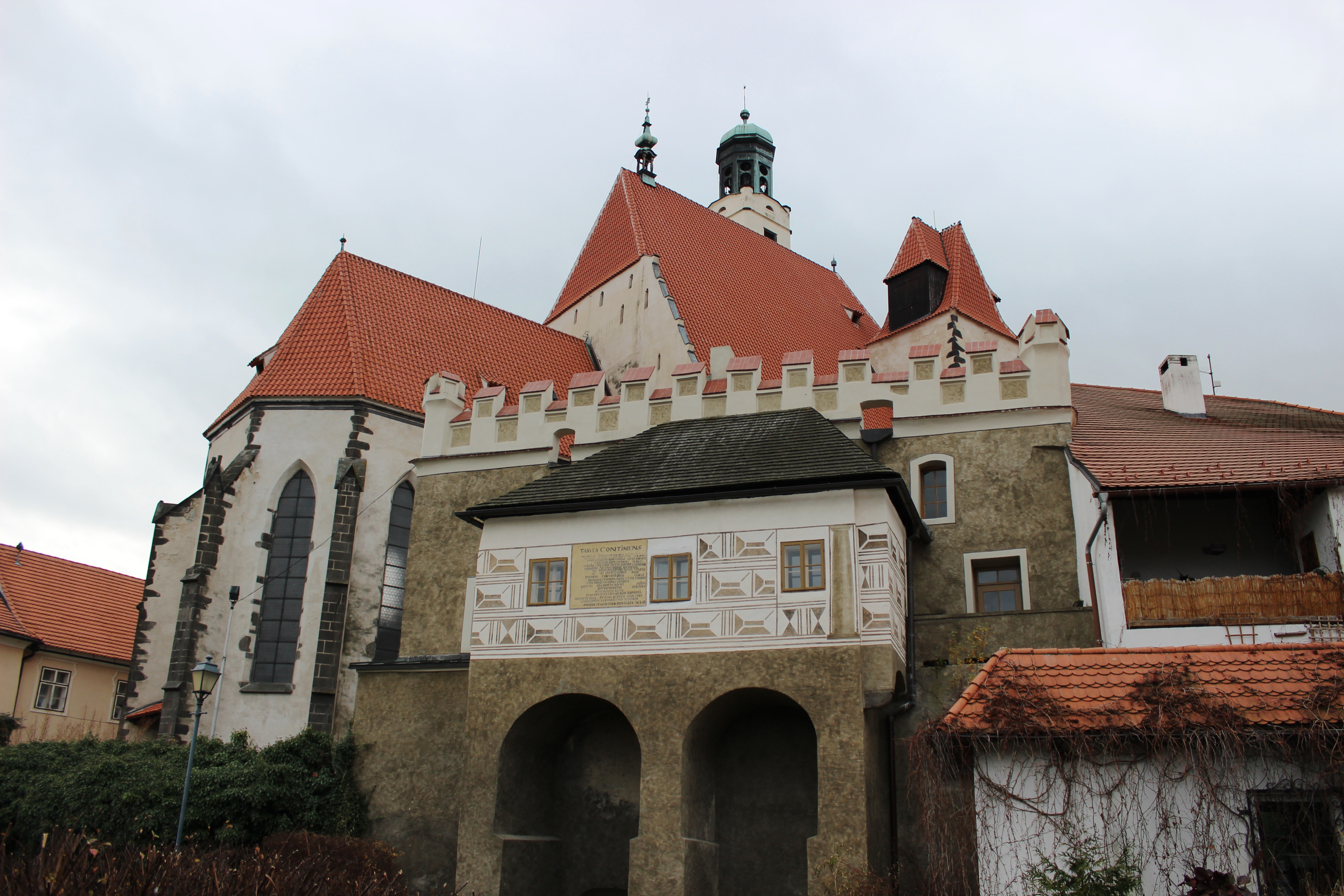
Pohled z Parkánu
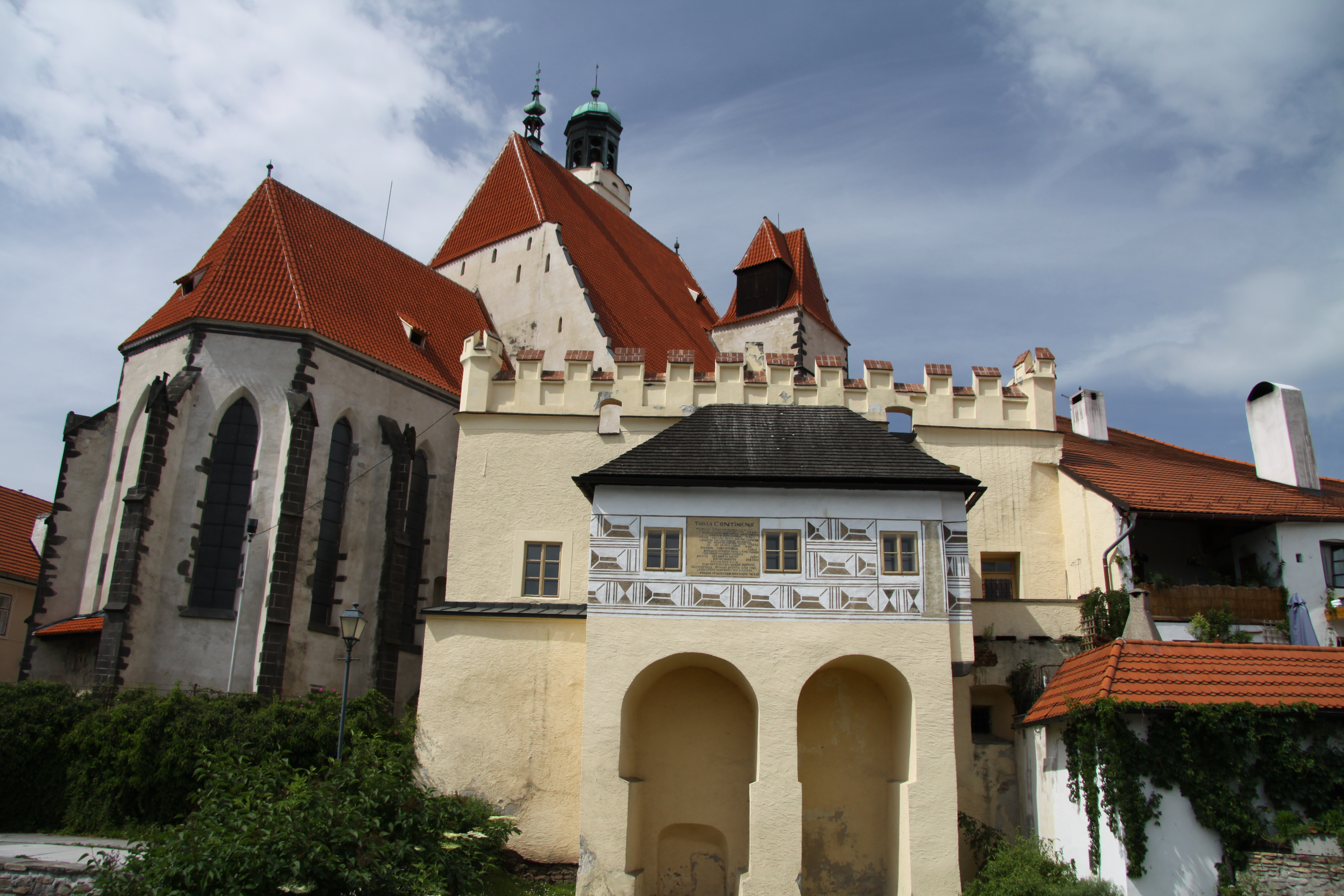
Pohled z Parkánu
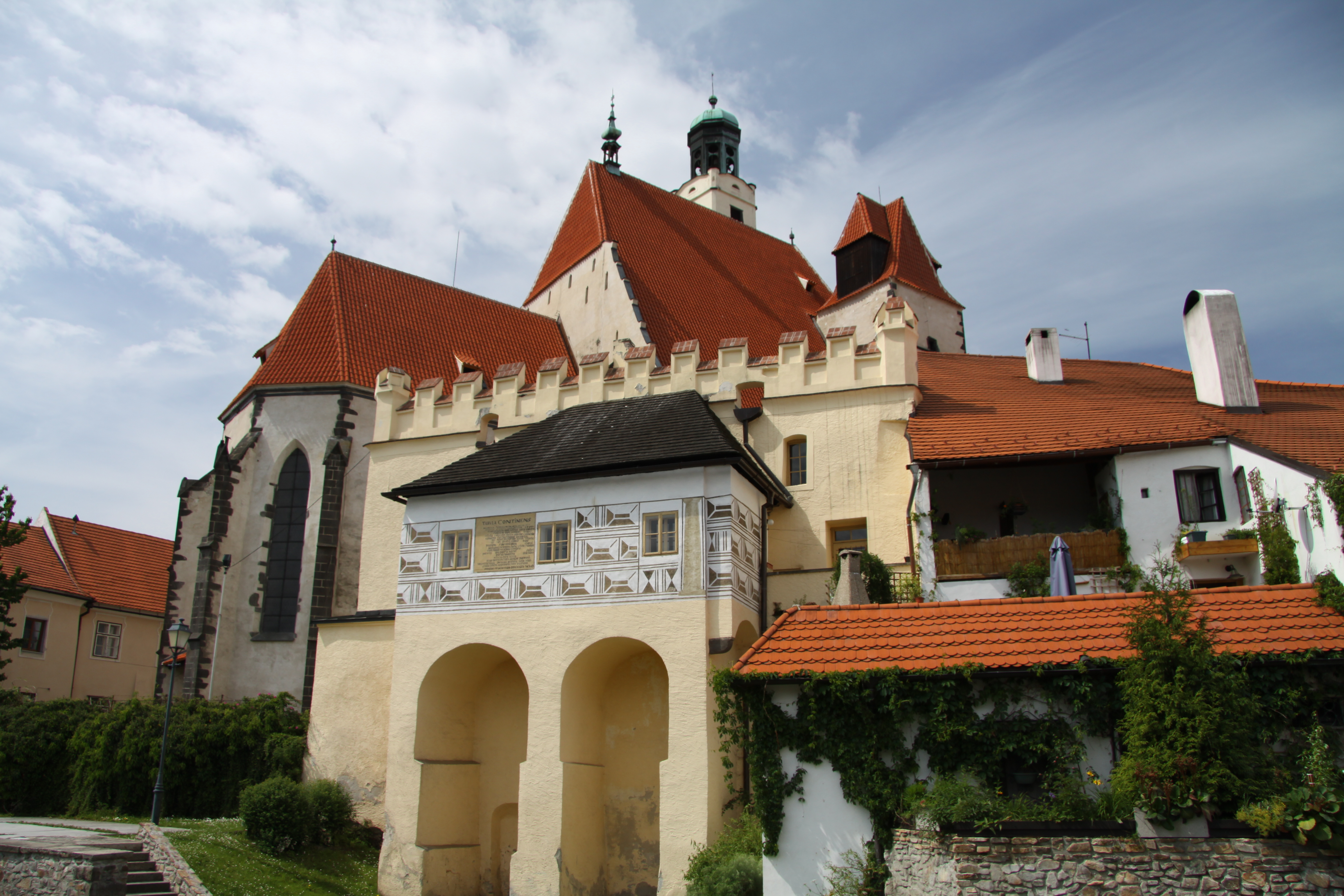
Pohled z Parkánu
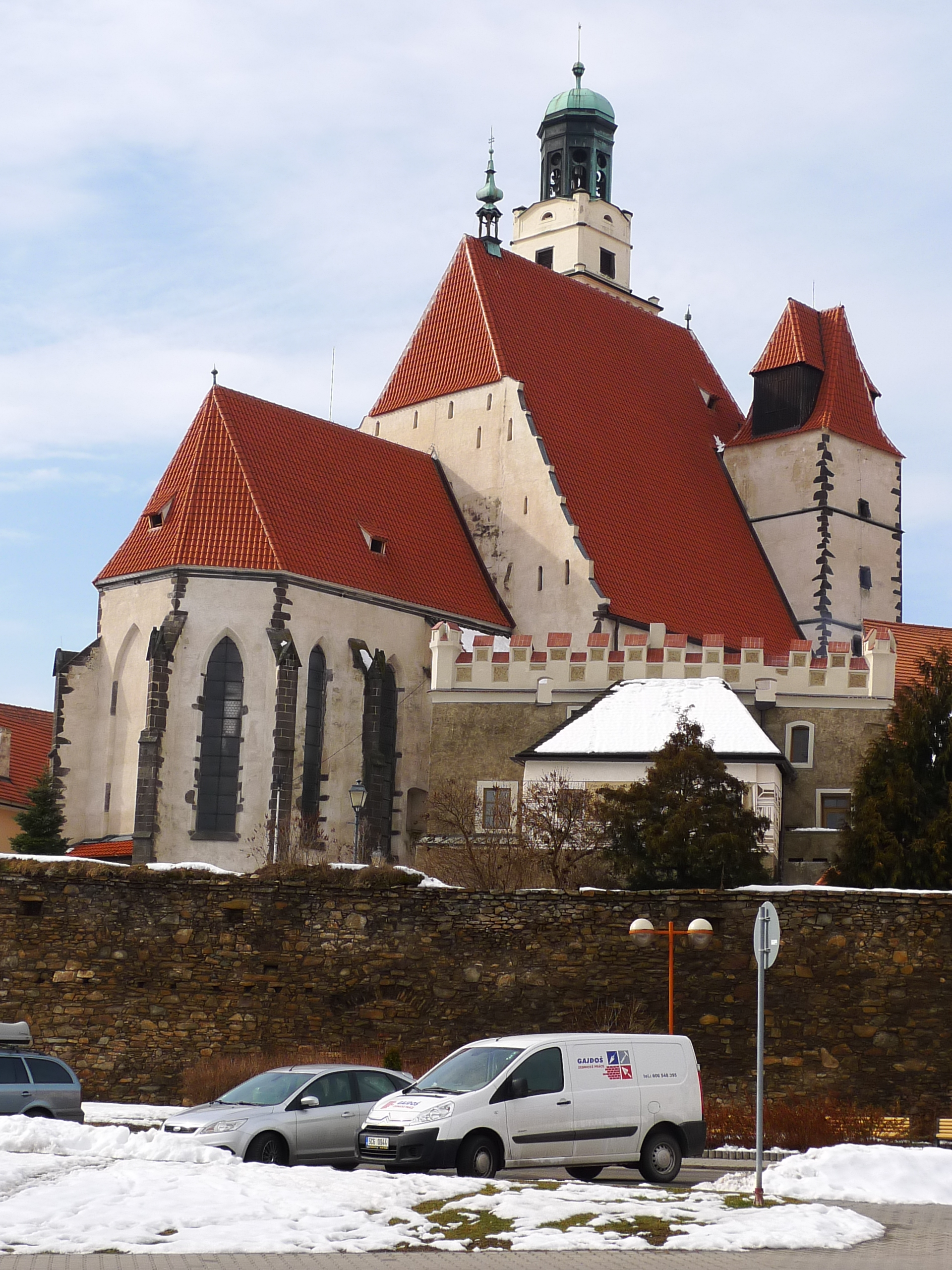
Pohled z Parkánu

### Detaily Děkanské ulice

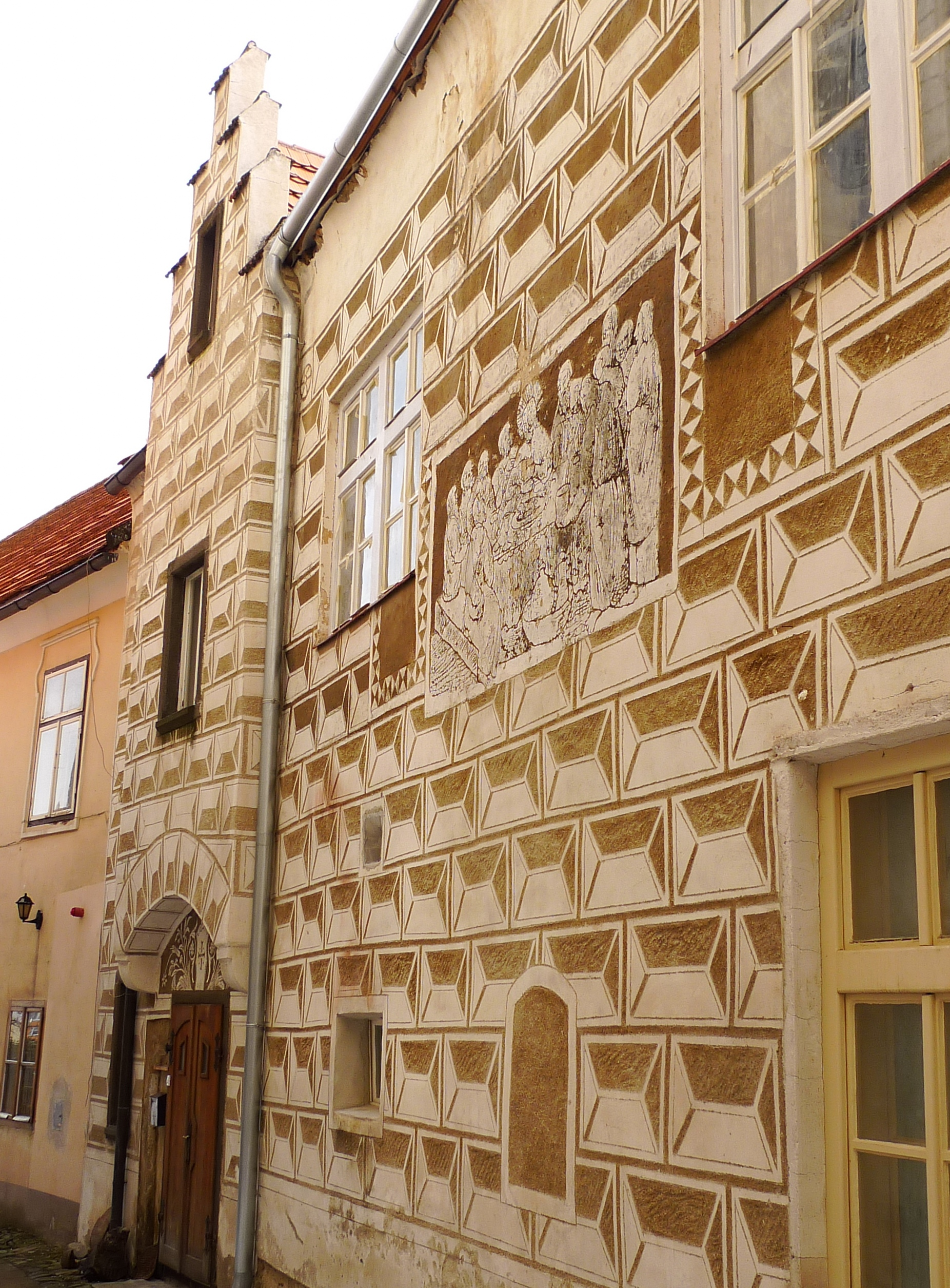
Detail - Prachatice, Děkanská čp. 32

### Domy v Děkanské ulici

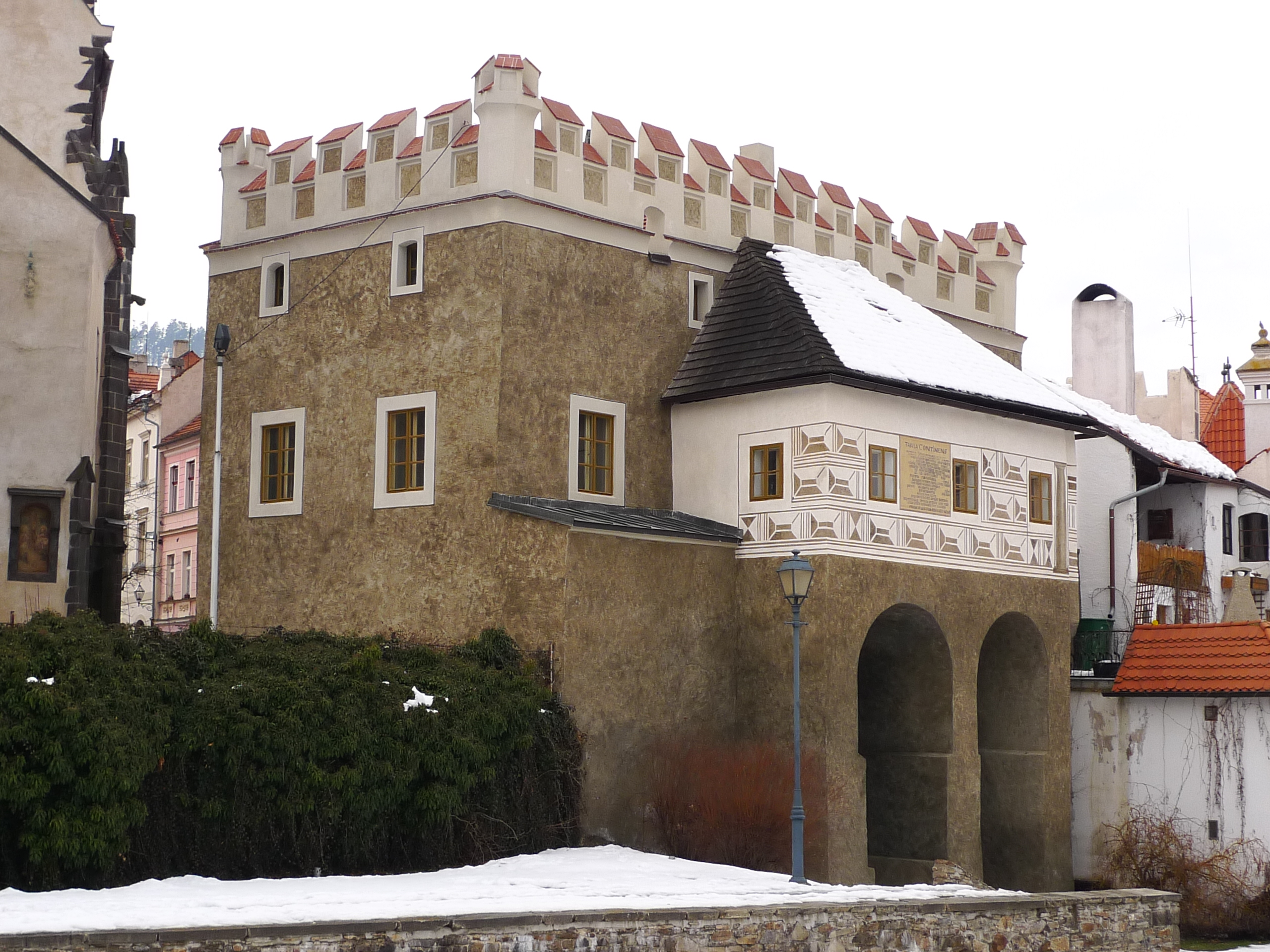
Prachatice, tzv. literátská škola, Děkanská čp. 30
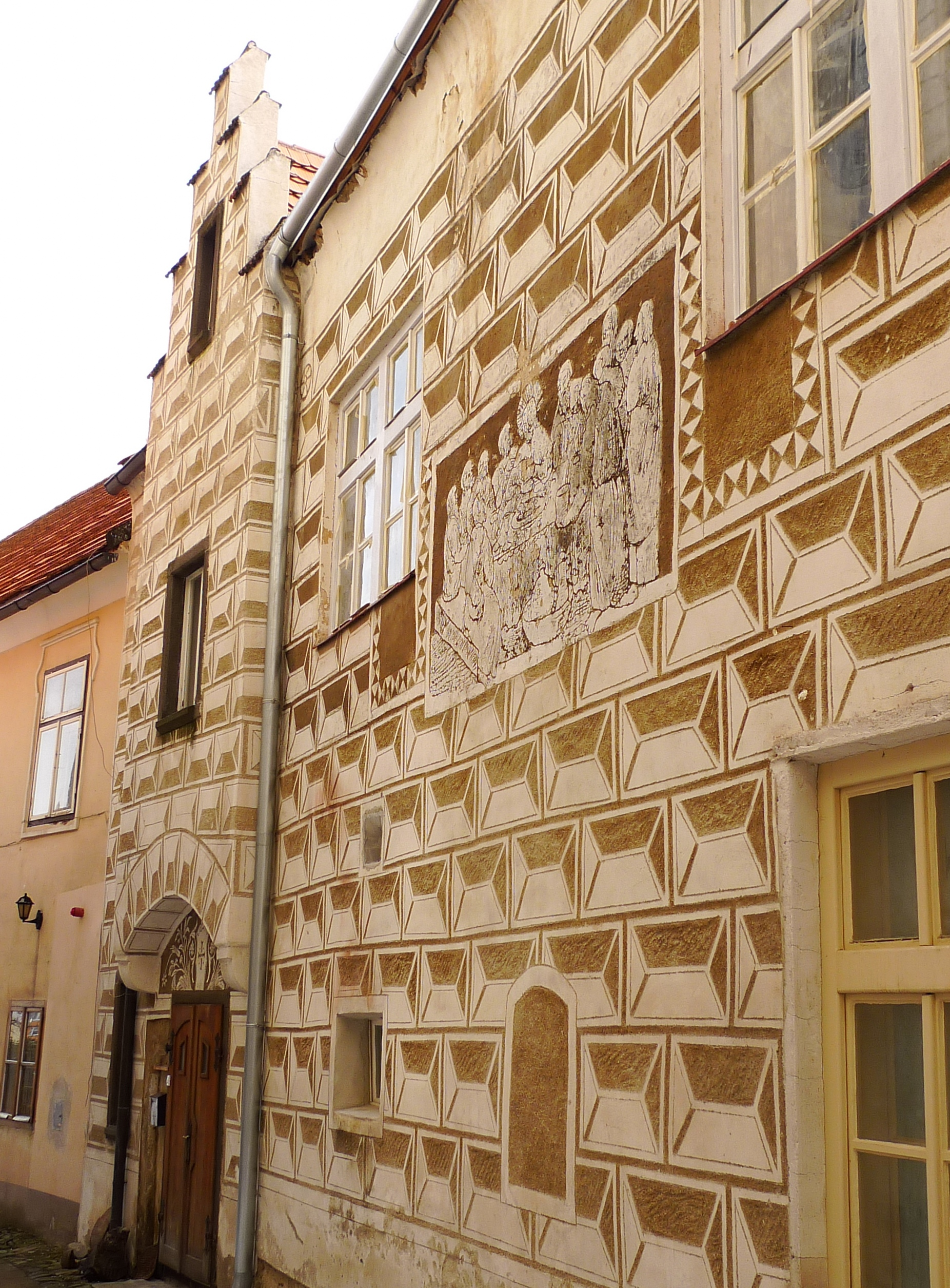
Prachatice, Děkanská čp. 32
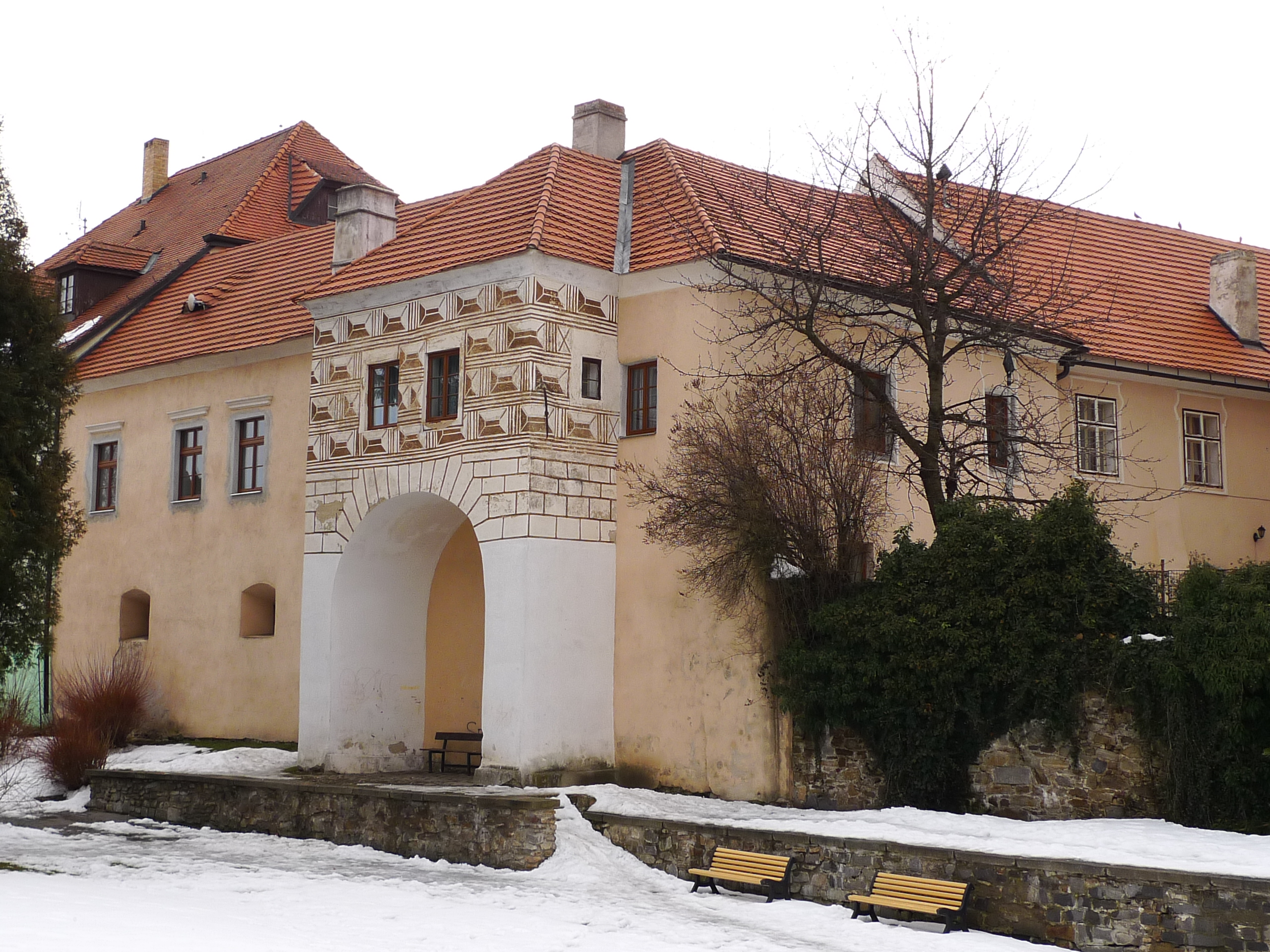
Prachatice, Děkanská čp. 31